# Oleg Murachyov
Oleg Alekseyevich Murachyov (tiếng Nga: Олег Алексеевич Мурачёв; sinh ngày 22 tháng 2 năm 1995) là một cầu thủ bóng đá người Nga. Anh thi đấu cho F.K. Volgar Astrakhan.

## Sự nghiệp câu lạc bộ
Anh có màn ra mắt tại Giải bóng đá chuyên nghiệp quốc gia Nga cho P.F.K. Spartak Nalchik vào ngày 28 tháng 7 năm 2015 trong trận đấu với FC Druzhba Maykop.